# Taghbalte
Taghbalte è un piccolo comune del Marocco, nella provincia di Zagora, nella regione di Drâa-Tafilalet. In questa zona la lingua parlata e Chelha con qualche leggera influenza Araba.
Taghbalte è il femminile di aghbalu che significa in lingua berbera "sorgente".

## Villaggi
La municipalità è costituita da diversi villaggi: 
- Ait menad
- Ait tlagelou (Tlaglou- in quanto la desinenza Ait indica "quelli di" nella lingua Amizigh) Il municipio e abitato da una popolazione preso che berbera con tradizioni molto legate alle vita agricola, la maggior parte della popolazione che vi rimane appresso e costituita da anziani e bambini ( in quanto ragazzi e uomini si trasferiscono nelle principali città del resto del marocco alla ricerca di un lavoro per sostenere le proprie famiglie ).

La agricoltura in questo luogo è un'agricoltura di sossistenza .
- Almoun n'Ait isfoul
- Taamerhit n'Ait yazza
- Tarhoulit